# Linnaemya eburneola
Linnaemya eburneola là một loài ruồi trong họ Tachinidae.